# Winterhude
Winterhude, Hamburg-Winterhude — dzielnica miasta Hamburg w Niemczech, w okręgu administracyjnym Hamburg-Nord. Od 1894 w granicach miasta.